# Palácio Hotel do Buçaco

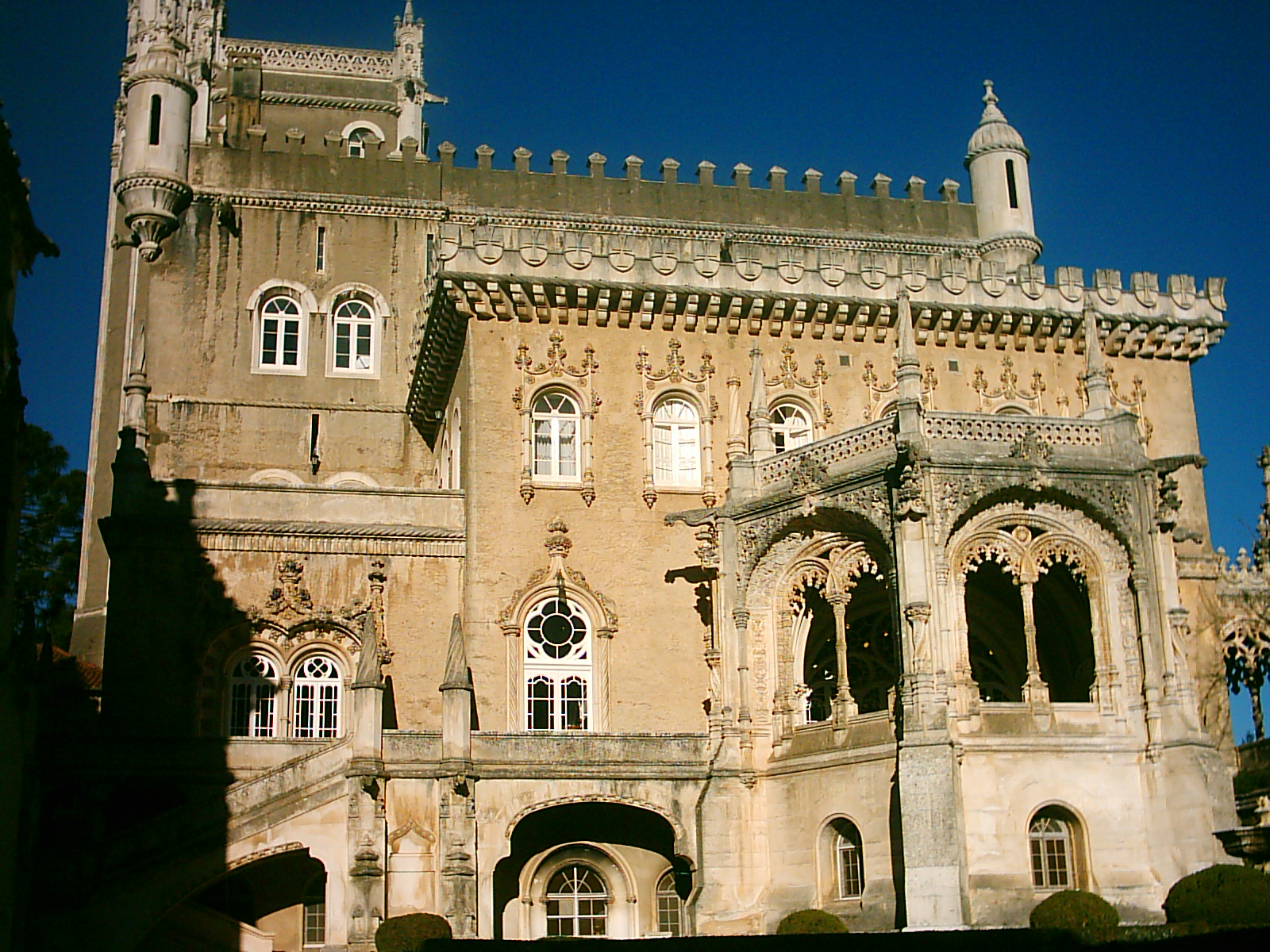
Palácio Hotel do Buçaco.

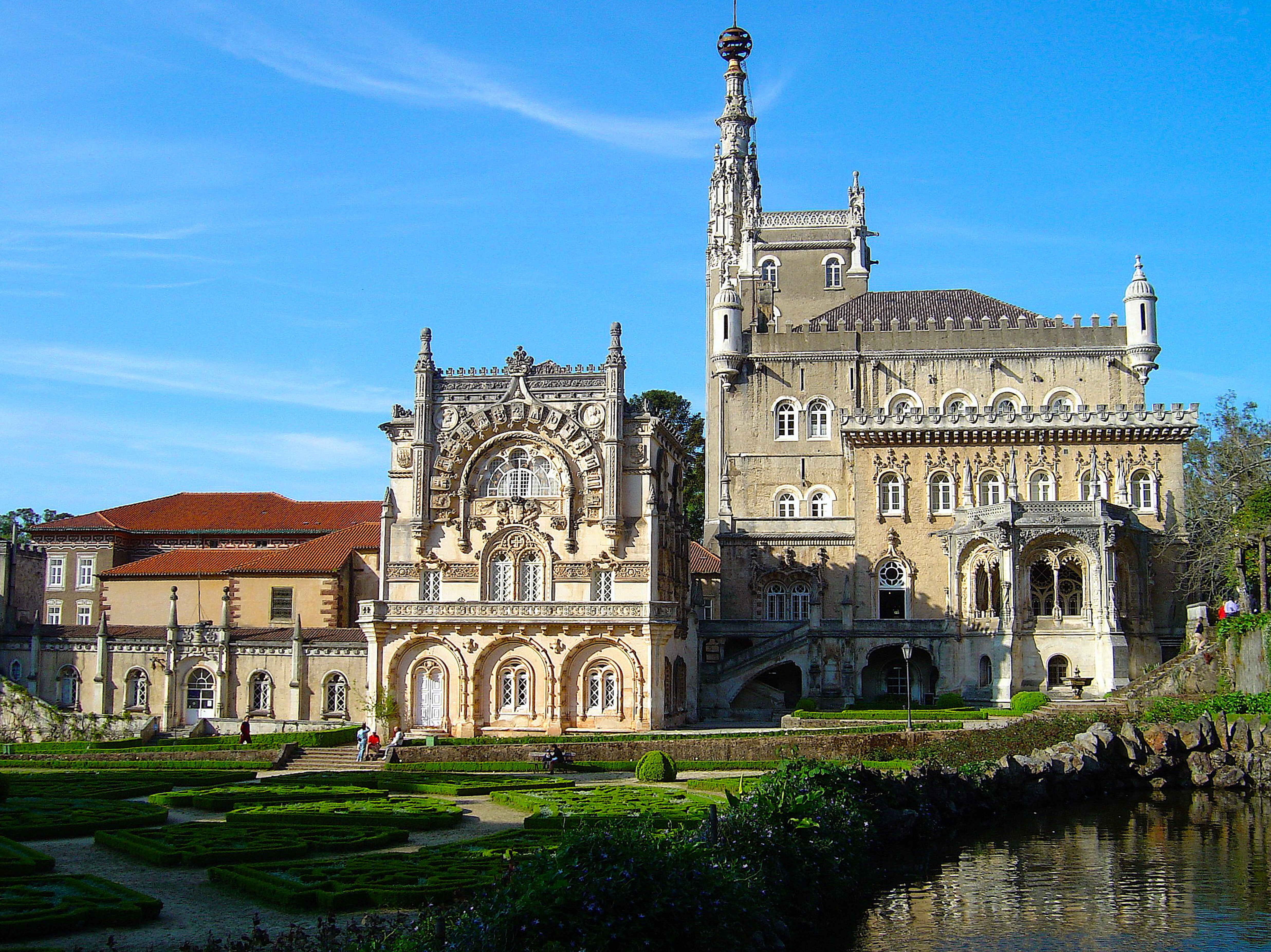
Palácio Hotel do Buçaco.

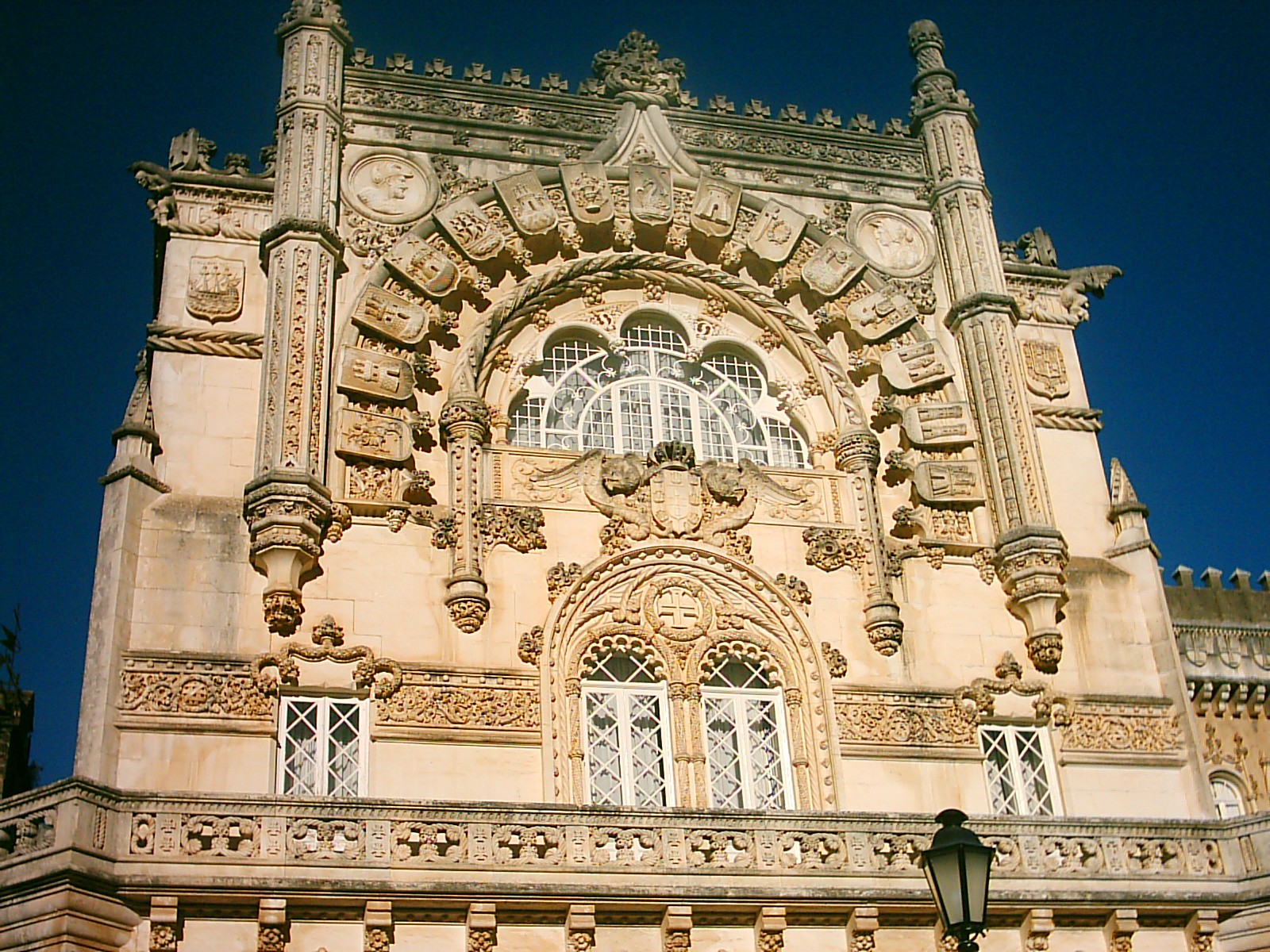
Palácio Hotel do Buçaco: pormenor da fachada.

O Palácio Hotel do Buçaco, também designado por Palace Hotel do Buçaco e Palacete Hotel do Buçaco, localiza-se na Mata Nacional do Buçaco, freguesia do Luso, município da Mealhada, distrito de Aveiro, em Portugal.
O edifício é um monumento nacional, encomendado inicialmente como um palácio de verão e pavilhão de caça pelo último rei de Portugal, o Rei Carlos I. Foi concluído em 1907, pouco antes da queda da monarquia, e depois foi transformado num hotel, e exibe uma mistura de estilos arquitetónicos mourisca, neogótico e manuelino.
A arquitetura manuelina, única em Portugal, floresceu no início do século XVI durante as proezas marítimas de Portugal, coincidindo com o reinado do Rei Manuel I de Portugal (1495-1521), de quem o estilo toma o seu nome. Altamente ornamentado e visualmente rico, é uma fusão de elementos ornamentais e representações que refletem a Era dos Descobrimentos de Portugal, misturando motivos e elementos vistos durante as viagens de exploradores, incluindo Vasco da Gama e Pedro Álvares Cabral, e é frequentemente considerado um estilo de transição entre o gótico e o renascentista.
O Palace Hotel do Buçaco está classificado como Monumento Nacional desde 2018.

## História
O edifício foi projetado no último quartel do século XIX pelo arquiteto italiano Luigi Manini, cenógrafo do Teatro Nacional de São Carlos. Contou ainda com intervenções, em diferentes fases, dos arquitetos Nicola Bigaglia, Manuel Joaquim Norte Júnior e José Alexandre Soares.
Está classificado como Imóvel de Interesse Público desde 1996.
A zona envolvente ao Palácio do Buçaco fazia parte de um convento dos Carmelitas Descalços, fundado em 1628. Os monges do Convento de Santa Cruz do Buçaco não só construíram um convento, como criaram um jardim luxuriante com diversas espécies de árvores. O jardim deveria representar o Monte Carmelo (onde a ordem foi fundada) e o Paraíso Terrestre. Datam do final do século XVII uma série de capelas com representações da via-crúcis no jardim. Parte do convento, incluindo a igreja com retábulos barrocos, ainda se conserva junto ao palácio. À entrada do antigo convento, encontra-se uma placa comemorativa da Batalha do Buçaco que comemora o facto de o Visconde Wellington, que mais tarde se tornou o Duque de Wellington, ter passado a noite no convento após a batalha de 27 de setembro de 1810. Os Carmelitas deixaram o Buçaco no século XIX, na sequência da dissolução dos mosteiros em Portugal.

### Palácio Hotel
No final do século, surgiram planos para transformar o antigo convento numa residência real para Rainha Maria Pia, esposa de Rei Luís I. No entanto, circunstâncias políticas difíceis cedo levaram à decisão de transformar o palácio num hotel.

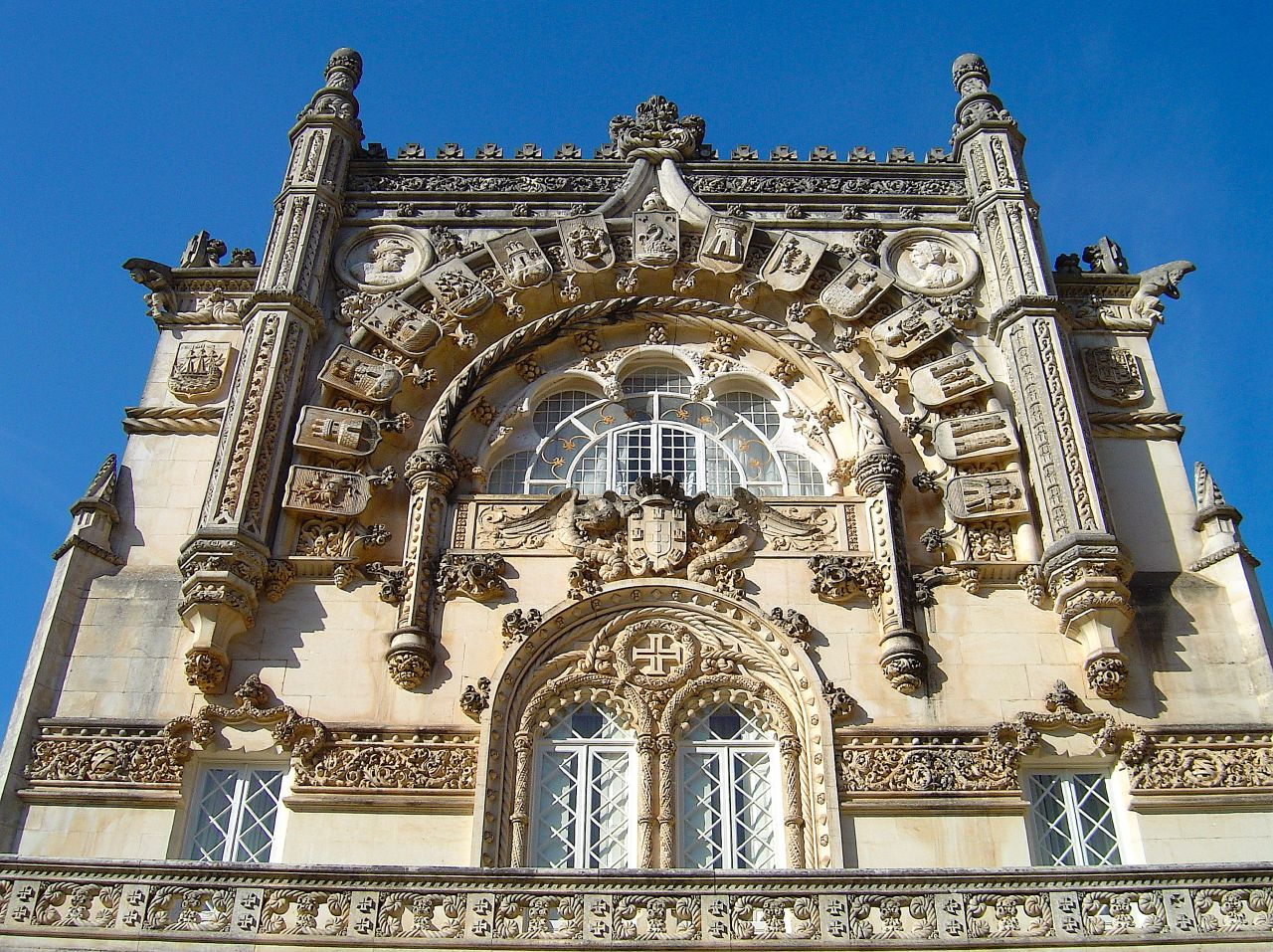
Pormenor da fachada neo-manuelina do Palace Hotel do Bussaco (Casa dos Brasões).

O Palácio Hotel do Buçaco foi construído entre 1888 e 1907. O primeiro arquitecto foi o italiano Luigi Manini (1848–1936), que desenhou um palácio romântico em estilo neo-manuelino, evocando o estilo arquitectónico do século XVI que caracterizou o apogeu da Era dos Descobrimentos portuguesa. O Palácio do Buçaco é inspirado em edifícios icónicos manuelinos como o Mosteiro dos Jerónimos e a Torre de Belém, ambos localizados em Lisboa.
Manini foi sucedido por Nicola Bigaglia, José Alexandre Soares e Manuel Joaquim Norte Júnior, este último responsável pelo anexo Casa dos Brasões. As salas interiores estão ricamente decoradas com portais neomanuelinos e estuques que imitam abóbadas nervuradas em estilo manuelino, sendo também um importante expoente da pintura e escultura portuguesas do início do século XX. As paredes interiores estão também decoradas com painéis de azulejos de Jorge Colaço. Estes painéis retratam cenas da literatura portuguesa, bem como acontecimentos históricos como a Batalha do Buçaco.

## Características
O edifício do atual hotel, em estilo neomanuelino, está decorado com painéis de azulejos, frescos e quadros alusivos à Epopeia dos Descobrimentos portugueses, todos eles assinados por alguns dos grandes mestres das artes.
A estrutura exibe perfis da Torre de Belém lavrados em pedra de Ançã, motivos do claustro do Mosteiro dos Jerónimos, alguns arabescos e florescências do Convento de Cristo, alegando um gótico florido com episódios românticos em contraste com uma austera severidade monacal.
Em seu interior destacam-se notáveis obras de arte de grandes mestres portugueses da época, desde a colecção de painéis de azulejos do mestre Jorge Colaço, evocando Os Lusíadas, os Autos de Gil Vicente e a Guerra Peninsular, graciosas esculturas de António Gonçalves e de Costa Mota, telas de João Vaz ilustrando versos da epopeia marítima de Luís Vaz de Camões, frescos de António Ramalho e pinturas de Carlos Reis. O mobiliário inclui peças portuguesas, indo-portuguesas e chinesas, realçadas por faustosas tapeçarias. Destaque ainda para o tecto mourisco, o notável soalho executado com madeiras exóticas e a galeria real.
Os jardins e parque envolvente, o Convento de Santa Cruz do Buçaco, o Deserto monacal, o Sacromonte simbolizando Jerusalém e a paixão de Cristo, com os seus passos da Via Sacra, a Cruz Alta, as inúmeras ermidas e capelas, constituem o mais vasto conjunto arquitectónico edificado pela Ordem dos Carmelitas Descalços; o Vale dos Fetos e seus lagos, a Fonte Fria com a cascata artificial, de forte influência italiana pela mão de Maria Pia, e os miradouros românticos, são outras atrações.
Complementarmente, o Museu Militar do Buçaco convida a uma incursão no historial da Guerra Peninsular, com destaque para a batalha do Buçaco na qual, em 1810, as tropas anglo-lusas lideradas pelo Duque de Wellington derrotaram o exército napoleónico.